# Jón Helgason
Jón Helgason (ur. 4 października 1931, zm. 2 kwietnia 2019) – islandzki polityk i rolnik, poseł do Althingu i jego przewodniczący w latach 1979–1983, minister rolnictwa, sprawiedliwości i spraw kościelnych (1983–1988), minister rolnictwa (1987–1988).

## Życiorys
Po zakończeniu w 1950 nauki podjął pracę w rodzinnym gospodarstwie rolnym, zajmował się hodowlą owiec. W drugiej połowie lat 60. pracował także jako nauczyciel w Kirkjubæjarklaustur. Działał w administracji lokalnej, organizacjach samorządowych i rolniczych. Dołączył do Partii Postępu, kierował jej organizacją młodzieżową i strukturami ugrupowania w okręgu Vestur-Skaftafellssýsla.
W 1972 krótko wykonywał mandat deputowanego jako zastępca poselski. W 1974 po raz pierwszy wybrany do Althingu. Z powodzeniem ubiegał się o reelekcję w kolejnych wyborach, zasiadając w islandzkim parlamencie do 1995. W latach 1979–1983 był przewodniczącym całego Althingu. Wchodził w skład rządów Steingrímura Hermannssona i Þorsteinna Pálssona. Od maja 1983 do lipca 1987 był ministrem rolnictwa, sprawiedliwości i spraw kościelnych, następnie do września 1988 sprawował urząd ministra rolnictwa. Od 1988 do 1991 pełnił funkcję przewodniczącego wydzielonej izby wyższej parlamentu.